# Mademoiselle (2001)
Mademoiselle is een Franse dramafilm uit 2001 onder regie van Philippe Lioret.

## Verhaal
Claire en Pierre ontmoeten elkaar op een persconferentie. Wanneer Claire haar trein mist, is dit het begin van een romance tussen de keurige Claire en de komiek Pierre.

## Rolverdeling
- Sandrine Bonnaire: Claire Canselier
- Jacques Gamblin: Pierre Cassini
- Isabelle Candelier: Alice Cohen
- Zinedine Soualem: Karim Coutard
- Jacques Boudet: Gilbert Frémont
- Patrick Mercado: Nounours
- Philippe Beglia: Philippe Carioux
- Maryvonne Schiltz: Élisabeth Carioux
- Gérard Lartigau: Henri Blasco
- Blandine Pélissier: Apotheker
- Olivier Cruveiller: Villeval
- Alain Cauchi: Granier
- Pierre-Jean Chérer: Beaulieu
- Emmanuel Courcol: Arthuis
- Olga Grumberg: Louise